# Lista över artister som uppträtt på Hultsfredsfestivalen
Det här är en lista över artister som uppträtt på musikfestivalen Hultsfred.

- The Triffids
- Madison
- Lords of the new church
- Erasure
- Reeperbahn
- Nils Lofgren
- Pushtwangers
- Blue for two
- The Extremes
- Sator Codex
- Smådjävlar
- Sprung aus dem volken
- Pojken med grodan i pannan
- Jaguar
- Sharing patrol
- The Leather Nun
- Bahnhof
- Boom Shankar
- The Scraps
- Bluesters
- Fjärde väggen
- Hans Blues & Boogie
- 6-10 Redlös
- Nice Boys
- Harald
- Commando
- Kalle Bah
- Lars Cleveman
- Dr. Feelgood
- Screaming Jay Hawkins
- World Party
- James
- In the Colonnades
- Pretty Maids
- The Jesus and Mary Chain
- Toots and the Maytals
- The Creeps
- Cassandra Complex
- Sort Sol
- Union Carbide
- Nevskij Prospekt
- Meadow
- Krunch
- Labyrint
- Kurt Olsson & Damorkestern
- DiLeva
- Tone Norum med Tommy Nilsson
- Hunters & Collectors
- Joe Strummer & the Latino Rockabilly War
- All That Jazz
- Sator
- Three Wize Men
- The Inmates
- Electric Blue Peggy Sue & the Revolutiononions From Mars
- Dolkows
- Blue Crow Men
- South City Rewiev
- Happy Dead Men
- Mary's Operation
- Raving Mad
- Strebers
- The Jollys
- Submission
- Crompojkarna
- Legendary Lovers
- Trance Dance
- Disneyland After Dark
- Torsson
- Mikael Rickfors
- Van Morrison
- Motörhead
- Electric Boys
- Docenterna
- Laibach
- Jacob Hellman
- 999
- Chris Bailey
- Union Carbide Productions
- Candlemass
- Nomads
- Raga Rockers
- Rövsvett
- Pontus & Amerikanerna
- President Gas
- William
- Wannadies
- Charta 77
- Stillborn
- 2 Many DJ's
- 3 Doors Down
- 50 Hertz
- Art Brut
- Atmos
- Erlend øye
- Eyedea & Abilities
- Freestylers
- Gusgus DJ-set
- Jean Grae
- Koma
- Mutiny
- Peshi
- Pink Grease
- Stonebridge
- The Killers med gäster
- The Solution
- A Good Name for a Band
- Air
- Anthony Rother
- Aquasky & Ragga Twins
- Ash
- Asta Kask
- Automato
- Avsmak
- Backyard Babies
- Marit Bergman
- Mary J. Blige
- Bright Eyes
- Broder Daniel
- C.AARMÉ
- Capoeira na lama
- CDOASS
- Cirkus Empati
- Crisp und steel
- Crypt Kicker
- Danko Jones
- Delays
- Dilated Peoples
- Dillinger Escape Plan
- Division of Laura Lee
- Dizzee Rascal
- Electric Eel Shock
- The Essex Green
- Give Up the Ghost
- Gluecifer
- Going Magma
- Graham Coxon
- Hatebreed
- HIM
- Hundarna från Söder
- Ill Niño
- Infusion
- Jens Lekman
- José González
- Karl Magnus & Petrika
- Alicia Keys
- Kris Kristofferson
- Lisa Miskovsky
- Lo-Fi-Fnk
- Magnet
- Mattias Alkberg BD
- Meshuggah
- Miss the Point
- Mono
- Morrissey
- Mustasch
- Nadie Affecta
- Navid Modiri med band
- Niccokick
- Nicolai Dunger
- Ninja Massacre
- Ninsun Poli
- Organism 12
- Peaches
- Petter
- Phoenix
- Pixies
- PJ Harvey
- Poetry Slam
- Promoe
- Psyjuntan
- Puppetmastaz
- Radical Cheerleaders lkpg
- Rallypack
- Randy
- Richard reagh & wwnb2
- S.U.M.O.
- Sahara Hotnights
- Sambassadeur
- Scissor Sisters
- Set My Path
- Slackerville Zoo
- Snook
- Snow Patrol
- Sophie Rimheden
- Sophie Zelmani
- Soulfly
- Stockholm konstsim herr
- Subtrio
- Sugarplum Fairy
- Svenska Akademien
- Teitur
- The (International) Noise Conspiracy
- The Bronx
- The Crash
- The Distillers
- The Iskariots
- The Keys
- The Kid
- The Legends
- The Roots
- The Sunshine
- The Washdown
- The Veils
- Tiger Lou
- Totalt Jävla Mörker
- Trendkill
- Weeping Willows
- Vicious Irene
- Zeke
- 64Revolt
- Acid House Kings
- Addeboy vs Cliff
- Sara Almqvist
- Tori Amos
- Ana International Penetrator
- Johannes Anyuru
- Hans Appelqvist
- The Ark
- Art Four Pleasure
- The Baboon Show
- Bergman Rock
- Bom Bom
- The Bravery
- Brendan Benson
- Richard Buckner
- Ane Brun
- CK
- Consequences
- Convoj
- Crashdïet
- Rodney Crowell
- Cult of Luna
- David Sandström Overdrive
- Ani DiFranco
- Diplo
- DJ Sweet-Tee
- DJ Hyper
- DJ Khim
- Dk 7
- Dockteater Extravaganza
- Doktor Kosmos
- The Donnas
- Durrity Goods & Bruza
- Efterklang
- The Eighties Matchbox B-Line Disaster
- El Perro del Mar
- Elias & the Wizzkids
- Firefox AK
- Flogging Molly
- Form One
- Fox N' Wolf
- Gåte
- Kalle Haglund
- The Haunted
- The Hellacopters
- Håkan Hellström
- Helmet
- Hemmalaget (DJ Taro, Ison & Fille, Highwon, Paragon, DJ Kaah)
- The Hidden Cameras
- The Hives
- Hot Off The Block
- Frida Hyvönen
- Immortal Technique
- Isolation Years
- J2K
- Jaqee
- Jam Sideorder
- Emil Jensen
- Johnossi
- Jugglin Sound System (DJ Mad Mats, Hearin' Aid, Melo, Måns Block, MC Aaron Phiri)
- Kaiser Chiefs
- Kid Sid
- The Kristet Utseende
- Kung Henry
- Las Palmas
- Lack Armé
- Le Tigre
- Logh
- Looptroop
- Chris Liebing
- Lovekevins
- M.I.A.
- The Magic Numbers
- Mando Diao
- Marilyn Manson
- Mastodon
- Medina
- Mew
- Millencolin
- Moneybrother
- Moves per Minute
- My darling YOU!
- My Favorite
- The Mars Volta
- Napan
- Johan Netz
- Nine Inch Nails
- Panjabi Hit Squad
- Path of No Return
- Max Peezay
- Zacke & Emil Petterson
- Planeten Jorden
- Sean Price
- Profesora
- Eric Prydz
- R.A. The Rugged Man
- Regulations
- Rentokiller
- Rico Won, Advance Patrol, Chords, Afasi & Filthy
- Jason Ringenberg
- Robyn
- Timo Räisänen
- Sanna Mina Ord
- Saybia
- Scratchy
- The Second Band
- Sharif
- Shima
- Shining
- Shoot Charlie
- Silverbullit
- Sirqus Alfon
- Slayer
- Slipknot
- Snoop Dogg
- Son Kite
- The Sound O.E
- Stage Fight
- Suburban Kids with Biblical Names
- Syconaut
- System of a Down
- Sofia Talvik
- The Tears
- Tegan & Sara
- Anna Ternheim
- Andreas Tilliander
- Timbuktu& The Damn
- Tingsek
- Titch
- The Tough Alliance
- The Tourettes
- Trim & Karnage
- Turbonegro
- USCB Allstars
- Vapnet
- Vive la Fête
- Wednesday 13
- Jenny Wilson
- Lars Winnerbäck
- Mikael Wranell
- 1999
- Advance Patrol
- Alice in Chains
- Amadou & Mariam
- Animal Alpha
- The Animal Five
- Kristian Anttila
- Apokryferna
- Peter Aries
- Aqueen Dance & Ton
- Babyshambles
- Gnarls Barkley
- Basutbudet
- Henrik Berggren
- Blindside
- Blind Terry
- Bloodsimple
- Bon Death
- The Brian Jonestown Massacre
- Bullet for My Valentine
- Burst
- The Cardigans
- Cat5
- Chemical Vocation
- Circulus
- Cunninlynguists
- D Muttants Mission
- Darya och Månskensorkestern
- Datarock
- Deftones
- Deportees
- Dia Psalma
- Dick Tiger
- Diplo vs. A-Trak
- Disco Belle
- Disco Ensemble
- DJ Large med Organism 12
- Mark Dynamix
- Editors
- The Elected
- The Embassy
- En bitter mimares försvarstal
- Kat Francois
- Irya Gmeyner
- Gogol Bordello
- The Gossip
- Gray Brigade
- Guillemots
- Kalle Haglund
- Hank and the Prank
- Hello Saferide
- Hets
- Hey Willpower
- Maia Hirasawa
- Hässleholm
- I'm from Barcelona
- In Flames
- J-Ro från Tha Alkaholiks
- Sharam Jey
- Kaizers Orchestra
- Kalle J
- Kano
- Kent
- Lacrimosa
- Le Mans
- Les Mots
- Little Man Tate
- Lordi
- Los de Abajo
- Mindre Nils
- The Mitchell Brothers
- Monday Bar presenterar Deep Nature, Johnny Boy, Deepgrove & Slam
- Montt Mardié
- Most Valuable Player
- Nephew
- Tim Neu
- Shima Niavarani
- Nicolas Makelberge
- Mats Nileskär
- No Tomorrow
- Opeth
- Otur
- The Paper Faces
- Pascal
- Pendulum feat. MC Verse
- PH3 med gäster
- Pharrell
- Phoenix
- Porno
- Purified in Blood
- Quit Your Dayjob
- The Radio Dept.
- Radio Warnell
- Raised Fist
- Lou Reed
- Rektal.Käse
- Rigas
- Alexander Salzberger
- Sanctrum
- The Scrags
- Ron Sexsmith
- Skörda
- Slagsmålsklubben
- The Slaves
- SLS
- Smif-n-Wessun
- Soilwork
- The Sounds
- The Soundtrack of Our Lives
- Spotrunnaz
- Stonegard
- Stone Sour
- Strapping Young Lad
- The Strokes
- Ström i P2
- Stures Dansorkester
- Supersci
- Timbuktu & Damn!
- Tokyo Dragons
- Torgny Melins
- Tupelo Honeys
- Under Byen
- Up Hygh Soundsystem med gäster
- Martha Wainwright
- Mikael Wiehe
- Tomas Andersson Wij
- Within Temptation
- Micke Wranell
- Zeitgeist

## Inställda artister
- Coheed and Cambria
- Korn
- 50 Cent
- Ozzy Osbourne
- Roky Erickson
- Pet Shop Boys
- Velvet Revolver
- Justice
- Amy Winehouse
- A. A. Bondy
- A Beautiful Friend
- Adam Tensta
- Afasi & Filthy
- All Ends
- Joel Alme
- Andi Almqvist
- Alter Bridge
- Anti-Flag
- Arch Enemy
- Atmosphere Feat. Brother Ali
- Alex Bengtsson
- Biffy Clyro
- Billie the Vision and the Dancers
- Black Lips
- Blue Foundation
- Blood Red Shoes
- Chris Wigren & The Headaches
- The Cool Kids
- The Courteeners
- Darwin & Blackwall
- Dead By April
- The Deer Tracks
- Die Mannequin
- Dreamboy
- Kathleen Edwards
- Evergrey
- Familjen
- First Aid Kit
- Fujiya & Mayagi
- The Futureheads
- Get cape. Wear Cape. Fly
- Oskar Hanska
- Freja & Hampus Hellberg
- Her Bright Skies
- Hästpojken
- I Like Trains
- Jaguar Love
- Markus Krunegård
- Lykke Li
- Vilska Lindgren
- Malin Jakobsson
- Isak Jansson
- Jimmy Eat World
- Jive
- Kid Down
- Thom Kiraly
- Lazee
- Lissi Dancefloor Disaster
- Little Marbels
- Looptroop Rockers
- Miss Li
- My Brightest Diamond
- Nina Natri
- Neverstore
- The Only Ones
- Palpitation
- Paramore
- Parken (Musikgrupp)
- Phoebe Killdeer & The Short Straws
- The Process
- Prop Dylan
- Rage Against The Machine
- Ken Ring
- Rooney
- Mange Schmidt
- Shiloh
- The Shortwave Set
- Robin Silfver
- Simple Plan
- Sonny J
- Säkert!
- Takida
- Serj Tankian
- Those Dancing Days
- V V Brown
- Rufus Wainwright
- Laura Wihlborg
- Witchcraft
- Working For A Nuclear Free City
- Änglarna
- Özgur Can Feat. Faik & Sia & Effet
- Linkin Park (US)
- A Camp
- ColdTears
- Dropkick Murphys
- Franz Ferdinand
- The Killers
- Kings of Leon
- Regina Spektor
- Joakim Thåström
- Timbuktu
- Petter
- White Lies
- Sonic Syndicate
- Melody Club
- Gossip
- Erik Hassle
- The Cure
- Bat for Lashes
- Bear in Heaven
- Big K.R.I.T.
- James Blake
- Bombay Bicycle Club
- Charli XCX
- Chase & Status
- Mikal Cronin
- Den svenska björnstammen
- Alina Devecerski
- Eagles of Death Metal
- Errors
- Familjen
- Fanfarlo
- Far & Son
- Feed Me
- Fink
- Future Islands
- Garbage
- The Gaslight Anthem
- Gorillaz Sound System
- Icona Pop
- Jamie xx
- Joker
- Miles Kane
- Kasabian
- Katzenjammer
- The Kooks
- M83
- Marina and the Diamonds
- Nationalteaterns Rockorkester
- Nause
- Noah and the Whale
- Noel Gallagher's High Flying Birds
- Näääk & Nimo
- Penguin Prison
- S.C.U.M.
- Slash feat. Myles Kennedy and The Conspirators
- Spector
- The Stone Roses
- Systraskap
- THEESatisfaction
- Tribes
- Frank Turner & The Sleeping Souls
- The Vaccines
- The xx
- Mumford & Sons (UK)